# Octobre 1833

## Événements
- Un corps expéditionnaire envoyé de France débarque à Bougie (Algérie).
- 3 octobre : Don Carlos, frère de Ferdinand VII, appuyé par les traditionalistes, partisans d’une royauté théocratique, et les particularistes (catalans, basques, valenciens, navarrais), s’estime souverain légitime sous le nom de Charles V, ce qui entraîne la première guerre carliste (1833-1839).
- 5 octobre : Honoré de Balzac rencontre pour la première fois Ewelina Hańska près du lac de Neuchâtel. La Comtesse est accompagnée de son mari le Comte Hanski et de leurs enfants.
- 6 octobre : Chateaubriand est de retour de son voyage rapide à Venise et Prague pour la duchesse de Berry.
- 15 octobre : convention de Berlin. Accord secret d’assistance entre la Prusse, l’Autriche et la Russie.
- 17 octobre : Charles Nodier est élu à l'Académie française.

## Naissances
- 4 octobre : John Anderson (mort en 1900), naturaliste et médecin écossais.
- 8 octobre : André Theuriet, poète, romancier et auteur dramatique français († 23 avril 1907).
- 15 octobre : Johannes Dümichen (mort en 1894), égyptologue prussien.
- 21 octobre : Alfred Nobel (mort en 1896), chimiste, industriel et fabricant d'armes suédois.

## Décès
- 21 octobre : Pierre Chapt de Rastignac (Paris, 7 juillet 1769 – La Bachellerie (Dordogne), 21 octobre 1833), militaire et homme politique français des XVIIIe et XIXe siècles.
- 25 octobre : Félix Louis L'Herminier, pharmacien et naturaliste français (° 1779).
- 31 octobre : Johann Friedrich Meckel (né en 1781), anatomiste allemand.